# The Orange Box
The Orange Box (někdy též Half-Life: Orange Box) je balíček videoher pro Microsoft Windows, Mac OS X, Linux, Xbox 360 a PlayStation 3. Verze pro Windows a Xbox 360 byly vytvořeny společností Valve Corporation a vydány 10. října 2007 - jak v "krabicové" verzi, tak i přes distribuční systém Steam. Verze pro PlayStation 3 je od Electronic Arts a hotova byla 11. prosince 2007.
Balení obsahuje pět her, všechny běží na Source enginu. Dvě z nich, Half-Life 2 a jeho první datadisk Episode One, byly vydány už dříve samostatně. Tři nové tituly jsou: Half-Life 2: Episode Two, Portal a Team Fortress 2. Původně bylo plánováno nové hry vydat i v samostatném balíku (The Black Box), ale nakonec z toho sešlo.

## Steam
PC verze Orange Boxu je provázaná se Steamem. Můžete si přes něj elektronicky koupit celý Orange Box, nebo jednotlivé hry. Dále jde hrát Team Fortress 2 na Steam serverech online. Všechny nové hry mají systém Achievements, což jsou většinou vedlejší úkoly. Na Steamu lze vidět, jak dlouho někdo hrál jednotlivé hry z Orange Boxu za poslední dva týdny, co současně hraje a jakých Achievements dosáhl. Team Fortress 2 má velmi podrobnoé statistiky hráče, které lze též prohlížet online.

## Kritika
The Orange Box byla kritiky přijata velmi pozitivně a hra Portal získala cenu za nejlepší hru roku na Game Developer's Conference 2008. Na serveru Gamerankings, který zprůměruje kolem 100 recenzí, se hra umístila na první pozici všech dob jak na platformě PC, tak Xbox 360. PS3 verze měla "pouze" 87,3%, zatímco PC a Xbox 360 96,2%. Tento viditelný rozdíl je kvůli tomu, že PS3 verzi interně vyvíjela Sony, zatímco PC a Xbox 360 verzi Valve.